# Dicranomyia pectinunguis
Dicranomyia pectinunguis là một loài ruồi trong họ Limoniidae. Chúng phân bố ở miền Australasia.